# Moḩammadābād (ort i Nordkhorasan)
Moḩammadābād (persiska: محمد آباد, محمد آباد طبر) är en ort i Iran.   Den ligger i provinsen Nordkhorasan, i den nordöstra delen av landet, 500 km öster om huvudstaden Teheran. Moḩammadābād ligger 1 433 meter över havet och antalet invånare är 327.
Terrängen runt Moḩammadābād är varierad. Runt Moḩammadābād är det ganska glesbefolkat, med 27 invånare per kvadratkilometer. Närmaste större samhälle är Showqān, 4,3 km nordväst om Moḩammadābād. Trakten runt Moḩammadābād består i huvudsak av gräsmarker.